# Mary Shawa
Tiến sĩ Mary Shawa là Hiệu trưởng hiện nay Bộ trưởng Bộ Giới tính, trẻ em, khuyết tật và phúc lợi xã hội ở Malawi.